# 諸岡幸麿
諸岡 幸麿（もろおか さちまろ、1883年（明治16年）11月24日 - 1940年（昭和15年）10月7日）は、第一次世界大戦の西部戦線を歩兵として戦った日本人のカナダ軍義勇兵。後に回想録『アラス戦線へ』を執筆した。

## 経歴
佐賀藩士の家系に生まれる。母方の祖父は副島種臣（諸岡幸麿の母は副島種臣の長女貞子）で、叔父に副島道正がいる。副島邸に寄寓しながら青山学院中等科に通い、1906年（明治39年）に卒業すると、移民として単身イギリス領カナダのバンクーバーに渡る。
1914年（大正3年）に第一次世界大戦が勃発する。当時、アメリカ合衆国やカナダでは人種差別に基づく排日運動が盛んだったが、血と汗を流せば日本人も一人前として認めてもらえることが期待され、バンクーバーの日本人会では、カナダにおける日本人の地位向上のために、在カナダ日本人にカナダ軍に義勇兵として入隊することを呼びかけた（当時、日本とイギリスが日英同盟を結んでいたことも背景にあった）。この呼びかけに応じた日本人は200人前後おり、諸岡幸麿もその一人だった。諸岡が入隊したカナダ軍歩兵第175大隊は、1916年（大正5年）にイギリスに派遣され、キャンプで武器の取扱いなどの訓練を受けた。翌1917年（大正6年）にフランスに渡った諸岡は、カナダ軍歩兵第50大隊に転隊した。同隊は西部戦線の重要な一角となっていた北フランスのアラス近郊のヴィミリッジ（ヴィミー村の近くにある、片側が切り立った丘）付近に展開していた。3月11日、諸岡はヴィミリッジの北にあるビュリー・グルネー村で歩哨に就いていた時に負傷（脚の付け根あたりを骨折）し、野戦病院に収容され、後送された。この怪我で諸岡は松葉杖をつくようになり、イギリスのネトレーの赤十字病院に移り、同病院を見舞いに訪れたイギリス国王のジョージ5世から親しく声を掛けられるという名誉に浴した。諸岡はその後、カナダのバンクーバーの病院に転院したが、戦傷の快復の見込みがないことからカナダ軍を除隊し、1918年（大正7年）に日本に帰国した。1920年（大正9年）にバンクーバーのスタンレーパークに建てられた日本人兵士の記念塔の裏面のプレートには「S. Morooka」という名も刻まれている。
1935年（昭和10年）、回想録『アラス戦線へ』が刊行された。同書には広田弘毅や頭山満が題字を寄せている。第一次世界大戦で戦地フランスで実際に戦った日本人が書いた戦争文学としては唯一の作品である。

## 家族
- 祖父 - 副島種臣
- 叔父 - 副島道正
- 妹 - セツ（1887年（明治20年）3月生、納富介次郎の長男・磐一の妻）[1]